# Limnonectes arathooni
Limnonectes arathooni är en groddjursart som först beskrevs av Smith 1927.  Limnonectes arathooni ingår i släktet Limnonectes och familjen Dicroglossidae. IUCN kategoriserar arten globalt som starkt hotad. Inga underarter finns listade i Catalogue of Life.